# Эномай
Эномай, Ойномай (др.-греч. Οἰνόμαος) — персонаж древнегреческой мифологии, сын Ареса и царь города Писа в Элиде. Не желая отдавать замуж свою дочь Гипподамию, он устраивал для её женихов гонки на колесницах и убивал проигравших. Один из претендентов, Пелоп, подкупил возничего Эномая. В результате царь Писы погиб.

## В мифологии
Эномай считался сыном бога войны Ареса, а его матерью разные античные авторы называли дочь речного бога Асопа Гарпину, данаиду Эврифою, плеяду Стеропу или Астерию(две последних — дочери Атланта). По альтернативным версиям, Эномай был сыном Алксиона (Эдуард Тремер предполагал, что имя «Алксион» восходит к древнему писатскому именованию Ареса) или Гипероха. Он царствовал в городе Писа в Элиде (согласно схолиям к Еврипиду — на Лесбосе). Жена (по разным версиям Стеропа, Эврифоя или Эварета, дочь царя Аргоса Акрисия) родила Эномаю сына Левкиппа и двух дочерей — Алкиппу и Гипподамию.
Царь всячески препятствовал замужеству Гипподамии: по одной версии мифа, Эномаю было предсказано, что он погибнет по вине зятя, по другой, он испытывал кровосмесительную страсть к дочери, а та отвергла его либо ответила взаимностью. Чтобы помешать Гипподамии выйти замуж, Эномай пообещал отдать её тому, кто победит его в гонке на колесницах, проехав от Писы до жертвенника Посейдона на Истме. Благодаря быстрым коням, подаренным ему Аресом, он без труда догонял каждого претендента и поражал его копьём, а его голову потом прибивал к дверям своего дворца. Такая судьба постигла, по разным данным, 12, 13, 16 или 18 человек.
Наконец, к Гипподамии посватался Пелоп — сын Тантала, приехавший в Элиду из Малой Азии. Он смог договориться с возничим Эномая Миртилом, и тот накануне состязания заменил металлическую втулку в царской колеснице на восковую или просто эту втулку вынул. На всей скорости колесница перевернулась и разлетелась на куски, а Эномай разбился насмерть. По альтернативной версии, он покончил с собой из-за проигрыша.

## Память
В историческую эпоху в Олимпии путникам показывали фундамент дома Эномая, оставшийся от этого дома после пожара деревянный столб, воздвигнутый Эномаем алтарь Зевсу Геркею. Близ Олимпии находилась могила царя. Эномай стал героем одноимённых трагедий Софокла, Еврипида, Луция Акция, комедий Антифана, Эвбула и Тимохара под названием «Эномай, или Пелоп».
У исследователей существует мнение, что элейцы могли считать Эномая чужеземцем, переселившимся в их страну из Арголиды. Аргументами в пользу этого могут быть аргосское происхождение предполагаемых матерей и жён Эномая (Эвареты, Эврифои, Гарпины) и маршрут колесничной гонки — от Писы на восток.
В честь Эномая был назван открытый в 2007 году типичный троянский астероид Юпитера.